# George Myers
George Sprague Myers, född 2 februari 1905 i Jersey City, New Jersey, död 4 november 1985 i Scotts Valley, Kalifornien, var en amerikansk zoolog, iktyolog och herpetolog. Han tillbringade större delen av sin karriär vid Stanford University, som en av 1900-talets mest namnkunniga amerikanska iktyologer. Han arbetade bland annat som redaktör för Stanford Ichthyological Bulletin och var ordförande för American Society of Ichthyologists and Herpetologists (ungefär "Amerikanska iktyologers och herpetologers akademiska sällskap"). George Myers var också chef för avdelningen för fiskar vid USA:s nationalmuseum Smithsonian Institution och hade tjänst som sakkunnig vid den amerikanska myndigheten United States Fish and Wildlife Service. Utöver detta tjänstgjorde han som rådgivare åt den brasilianska regeringen i frågor som rörde Brasiliens fiskerinäring.

## Taxonomiskt arbete
Myers var en flitig författare av artiklar och böcker. Han är välkänd inom akvaristiken, eftersom han var först med att vetenskapligt beskriva många populära akvariefiskar, till exempel riotetra (Hyphessobrycon flammeus), dvärgbilfisk (Carnegiella marthae), fjärilsciklid (Microgeophagus ramirezi) och, framför allt, neontetra (Paracheirodon innesi). Han uppförde också släktena Aphyosemion och Fundulopanchax, som tillsammans omfattar cirka 120 arter bland de äggläggande tandkarparna. Myers är också auktor för ett antal levandefödande tandkarpar och pansarmalar.

## Familj
Myers var gift fyra gånger, och fick två söner med sin första hustru Martha Ruth Frisinger.